# Come Away with Me
Come Away with Me è l'album di debutto della cantante e pianista Norah Jones, distribuito nel 2002.

## Descrizione
Prevalentemente jazz, ma con accenni folk e soul, l'album, grazie alla nuova voce della Jones, catturò subito l'attenzione di pubblico e critica. Come Away with Me ha venduto circa 20 milioni di copie nel mondo e ha vinto cinque Grammy, nelle categorie Best New Artist, Record of the Year, Album of the Year e Song of the Year per "Don't Know Why". Nonostante Norah fosse contenta per il successo ottenuto, ha recentemente affermato che:
(Norah Jones)
L'album uscì il 26 febbraio 2002 e scalò lentamente la classifica, ricevendo, il 22 agosto 2002, la certificazione Platino RIAA. Dal quel momento il disco ottenne un successo sempre maggiore, vendendo, nel corso dell'anno successivo, oltre sette milioni di copie. Il 15 febbraio 2005 ottenne la certificazione RIAA Diamante per aver raggiunto i 10 milioni di copie vendute.
L'album raggiunse la prima posizione nelle classifiche Billboard 200, Official Albums Chart, Billboard Canadian Albums e la settima posizione nella Classifica FIMI Album.
Il genere del disco è spesso soggetto di dibattito, in particolare nella comunità jazz. "Turn Me On" e "The Nearness of You" sono canzoni che rendono l'album non classificabile come jazz. Nonostante, quindi, Come Away with Me sia essenzialmente un album jazz, può venire considerato come "soft rock" o "mellow pop".

## Tracce
1. Don't Know Why - 3:06 (Jesse Harris)
2. Seven Years – 2:25 (Lee Alexander)
3. Cold Cold Heart – 3:38 (Hank Williams)
4. Feelin' the Same Way – 2:57 (Alexander)
5. Come Away with Me – 3:18 (Norah Jones)
6. Shoot the Moon – 3:56 (Harris)
7. Turn Me On – 2:34 (John D. Loudermilk)
8. Lonestar – 3:06 (Alexander)
9. I've Got to See You Again – 4:13 (Harris)
10. Painter Song – 2:42 (Alexander, J.C. Hopkins)
11. One Flight Down – 3:05  (Harris)
12. Nightingale – 4:12 (Jones)
13. The Long Day Is Over – 2:44 (Harris, Jones)
14. The Nearness of You – 3:07 (Hoagy Carmichael, Ned Washington)

## Classifiche

### Classifiche di fine secolo
| Classifica (2000-2024) | Posizione |
| ---------------------- | --------- |
| Stati Uniti            | 22        |